# Прага (предузеће)
Прага је чешко предузеће машина и бивши произвођач аутомобила, камиона и мотоцикла.
Предузеће је основано 27. марта 1907. године, у Аустроугарској, као мала радионица са намером да отпочне израду моторних возила. У почетку је Прага производила моторе, потом путничке аутомобиле по страним лиценцама, Харона, Реноа и Исота фрашини. Године 1910. представљен је први камион по пројекту Франтишека Кеца, а наредне године произведени су први примерци теретних аутомобила прага В, који је Аустроугарска увела у наоружање. Након Првог светског рата настављена је производња праге В све до 1923. године. Франтишек Кец постаје у Праги шеф пројектантског бироа и заслужан је за израду низа нових модела теренских и теретних аутомобила, који су наменски рађени за потребе чехословачких оружаних снага и савезнике из Мале антанте, укључујући и Југославију. Године 1929. дошло је до фузије са ЧКД-Прага а већ наредне године, 1930, стиже поруџбина из Југославије за потребе својих оружаних снага за 500 теретних возила у неколико модела. 1930-е године 20. века важе за златно доба предузећа праге, популарни модели били су Прага бејби или Прага пиколо, или камиони Прага РН или Прага РВ. Велики успех је постигао модел камиона Прага РН 4x2 који се у фабрици производио од 1934. до 1953. године. Првобитно је био намењен за цивилно тржиште али се показао веома издржљив па је нашао примену у оружаним снагама. Камион Прага РВ 6x4 се производио од 1935. до 1939. године и престављао је универзално платформу, поред основне намене превожења војника и материјала, користио се још и за уже потребе, командовање, везу, вучу артиљеријског оруђа и сл. Извожен је у Иран, Турску, Румунију, Швајцарску, Пољску, Шведску и Југославију. Југославија је средином 1930-их поново покренула процес велике набавке опреме и наоружања из Чехословачке ради сопствене модернизације, међутим, због уласка Немаца у ту државу овај уговор је делимично остварен. Овај догађај ће покренути одлуку у Београду да се освоји технологија аутомобилске индустрије у Југославији и на Балкану. Задатак је поверен предузећу „Индустрије мотора - акционарско друштво“ (ИМАД) из Раковице, које већ производило авионске моторе. Претходно је откупљена лиценца за модел камиона Прага РН а у посао освајање аутомобилске технологије поред ИМАД-а су ушле и још фирме, Јасенице а. д. из Смедеревске Паланке, као произвођач каросерије, и Југочелик из Зенице, за ливене делове. Југословенско министарство војске је поручило 600 камиона „РН“, а првих 150 камиона монтирано је у погону фабрике мотора, да би се наменски сазидала у кругу нова хала за производњу камиона која је свечано отворена 24. октобра 1940. године.
После 1945 аутомобили се више нису правили, док се у продукцији камиона сарађивало са Татром. Прага-камиони произвођени су у Авиа до 1984. Од тад је прага добављач за аутомобилну и ваздухопловну индустрију. Прага је такође сарађивала у наоружању.
После 1945 аутомобили се више нису правили, док се у продукцији камиона сарађивало са Татром. Прага-камиони произвођени су у Авиа до 1984. Од тад је прага добављач за аутомобилну и ваздухопловну индустрију. Прага је такође сарађивала у наоружању.

## Аутомобили
- Прага алфа (Praga Alfa)
- Прага бејби (Praga Baby)
- Прага голден (Praga Golden)
- Прага гранд 8 (Praga Grand 8)
- Прага леди (Praga Lady)
- Прага мињон (Praga Mignon)
- Прага пиколо (Praga Piccolo)
- Прага супер пиколо (Praga Super Piccolo)

## Камиони
- Прага РН (Praga RN)
- Прага НД (Praga ND)

## Мотоцикле
- Прага БД 500 ДОХЦ (Praga BD 500 DOHC)
- Прага БЦ 350 ОХЦ (Praga BC 350 OHC)

## Галерија
- Прага ДОХЦ из 1929.
- Путнички аутомобил Прага Гранд из 1929.
- Аутобус Прага РН из 1930-их.
- Војни камиони, Прага РН и Прага В3С, Технички музеј у Брну.
- Ватрогасни камиони и војни камион Прага РН, Технички музеј у Брну.
- Прага М53/59
- Прага АВ је коришћен у ЈВ као командни аутомобил, има 6 седишта, демонтажни кров и простор за 700 кг терета.